# David Neil Payne
David Neil Payne (Lewes, Sussex, Inglaterra, 13 de agosto de 1944) é um físico britânico.